# Fredonia, Kansas
Fredonia är en stad i den amerikanska delstaten Kansas med en yta av 6,2 km² och en folkmängd, som uppgår till 2 600 invånare (2000). Fredonia är administrativ huvudort i Wilson County.

## Kända personer från Fredonia
- George W. Malone, politiker